# Quadratus
A Quadratus a nyálkahalak (Myxini) osztályába, a nyálkahalalakúak (Myxiniformes) rendjébe és a nyálkahalfélék (Myxinidea) családjába tartozó Quadratinae alcsalád egyetlen neme.

## Rendszerezés
A nembe az alábbi fajok tartoznak:
- Quadratus ancon Mok, Saavedra-Diaz and Acero P., 2001
- Quadratus nelsoni (Kuo, Huang and Mok, 1994)
- Quadratus taiwanae (Shen and Tao, 1975)
- Quadratus yangi (Teng, 1958)

## Külső hivatkozások
- ITIS szerinti rendszerbesorolásuk